# Вилар блан
Вилар блан (на френски: Villard blanc) е бял винен сорт грозде, с произход Франция, селектиран чрез кръстосване на сортовете Зейбел 6468 и Зейбел 6905. Познат е и като Сейв Вилар 12-375. Освен във Франция е разпространен и в САЩ, Канада, Бразилия, Мексико, Япония и Унгария.
Среднозреещ сорт с висока родовитост. Лозите имат силен растеж. Подходящи за отглеждане са леките, бедни на варовик почви. Устойчив към мана и листна филоксера.
Гроздът е голям, цилиндрично-коничен, средноплътен. Зърната са средни, овални или яйцевидни, жълто-зелени. Кожицата е плътна.
Съдържанието на захари е 23 г./100 см3, а на киселини 6,5 – 10 г./дм3. От гроздето се получават качествени бели вина, с бледожълт цвят, както и купажи и винени дестилати.